# Mario Carloni
Mario Carloni (ur. 1894 w Neapolu, zm. 1962 w Rzymie) – włoski wojskowy, uczestnik pierwszej i drugiej wojny światowej. 

## Życiorys
Karierę rozpoczął w 1912 roku, dołączając do 5 Pułku Bersalierów. W 1940 r. awansowany na stopień pułkownika (Colonnello).
W czasie drugiej wojny światowej walczył podczas konfliktu z Grecją, niemieckiej inwazji na ZSRR i w ramach kampanii włoskiej. Jego syn Bruno zginął podczas walk w ZSRR w 1942 roku. W 1943 roku Carloni otrzymał Złoty Krzyż Niemiecki. Po kapitulacji Włoch uwięziony przez Niemców, dołączył jednak później do armii Włoskiej Republiki Socjalnej, gdzie został dowódcą 4 Dywizji Alpejskiej „Monterosa”.
W grudniu 1944 roku dowodził podczas bitwy pod Garfagnaną. 1 marca 1945 roku awansowany do stopnia generała dywizji i przydzielony jako dowódca 1 Dywizji Bersalierów „Italia”. 29 kwietnia 1945 roku poddał się żołnierzom Brazylijskiego Korpusu Ekspedycyjnego.

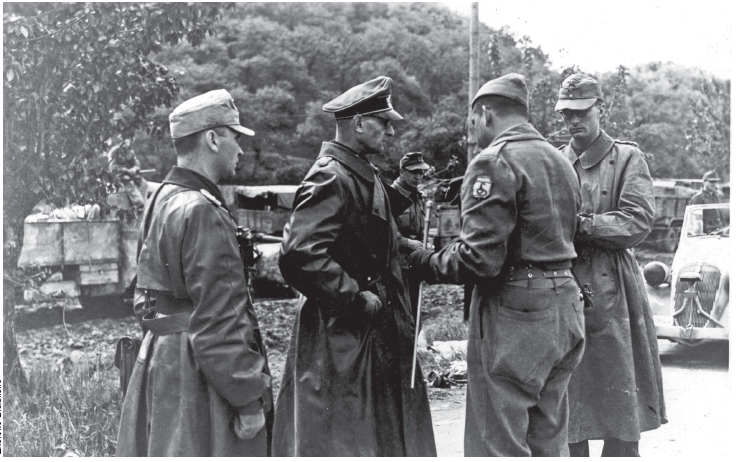
Mario Carloni wraz z generałem Ottonem Freterem-Pico poddaje się oddziałom Brazylijskiego Korpusu Ekspedycyjnego

W 1946 roku stanął przed sądem Armii Stanów Zjednoczonych, jako jeden z oskarżonych podczas procesu po morderstwie pilota – podporucznika Alfreda Lytha, zabitego przez żołnierzy 4 Dywizji Alpejskiej po poddaniu się w lutym 1945 roku. Po procesie zdegradowano go do stopnia pułkownika.